# Tetramorium inerme
Tetramorium inerme är en myrart som beskrevs av Mayr 1877. Tetramorium inerme ingår i släktet Tetramorium och familjen myror. Inga underarter finns listade i Catalogue of Life.